# Армия «Краков»

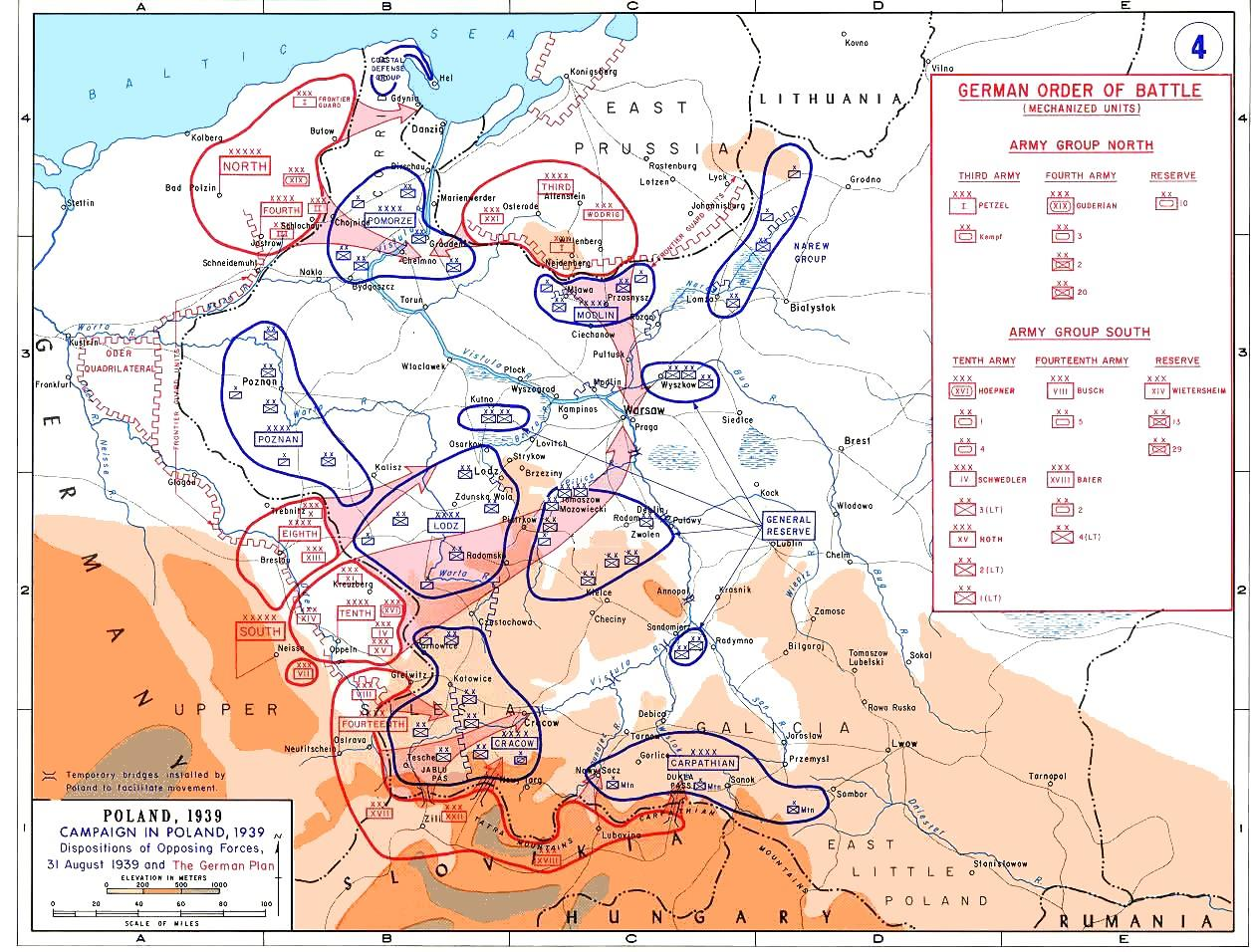
Расстановка польских и германских сил на момент начала Второй мировой войны

Армия «Краков» (пол. Armia «Kraków») — армия Войска Польского, сформированная весной 1939 года и участвовавшая в обороне Польши в начале Второй мировой войны.

## История создания
15 марта 1939 года части Вермахта вошли в Прагу, а 23 марта заняли литовский порт Клайпеду. Двумя днями ранее в Берлине германский министр иностранных дел Иоахим фон Риббентроп потребовал от польского посла Йозефа Липски окончательного ответа по вопросу о Данциге и экстерриториальной автостраде.
В этих условиях 23 марта 1939 года началось скрытое мобилизационное развёртывание польских войск на основе мобилизационного плана «W» от апреля 1938 года. Одной из создаваемых частей стала армия «Краков», командующим которой был назначен бригадный генерал Антони Шиллинг. Получив письменный приказ, Шиллинг с руководством будущей армии отправился в Краков, и 25 марта, обосновавшись в казармах Яна Собеского, приступил к работе.
Старый польский план войны предусматривал, что основные боевые действия будут происходить на севере и западе, поэтому южную границу предполагалось прикрыть «завесой». От Бобровников до Кохловиц возводилась 22-километровая укреплённая линия для прикрытия промышленных районов Верхней Силезии от угрозы с запада. Уничтожение Чехословакии Германией сделало этот план бессмысленным, однако вопросы престижа не позволяли в случае войны отдать Силезию без боя. Исходя из предположения, что из-за трудной местности немцы не смогут атаковать танками с юга, армия «Краков» получила задание обороны района Ченстохова-Верхняя Силезия вдоль 160-км линии Кшепице-Баранья Гура, а также 100-км участка южной границы до стыка с зоной обороны армии «Карпаты». Соседом с севера была армия «Лодзь».

## Боевой состав
В состав армии «Краков» вошли следующие части и соединения:
- 6-я пехотная дивизия
- 7-я пехотная дивизия
- Краковская кавалерийская бригада
- 10-я моторизованная кавалерийская бригада
- 22-я горная пехотная дивизия
- Оперативная группа «Силезия» (командир — бригадный генерал Ян-Ягмин Садовский)
  - 23-я пехотная дивизия
  - 55-я пехотная дивизия
- Оперативная группа «Бельск» (командир — бригадный генерал Мечислав Борута-Спехович)
  - 21-я горная пехотная дивизия
  - 1-я горная бригада

## Боевой путь
К началу боевых действий армия «Краков» занимала оборону на широком фронте с большими разрывами между соединениями; в резерве у командующего армией находились лишь 10-я моторизованная кавалерийская бригада и часть сил 6-й пехотной дивизии.
1 сентября немецкая 1-я танковая дивизия ударила в стык между армиями «Лодзь» и «Краков», создав своим продвижением угрозу их флангам. Одновременно по выдвинутым к границам главным позициям армии «Краков» был нанесён фронтальный удар. К вечеру северный и центральный участки обороны армии оказались прорванными. Никем не обороняемый промежуток между внутренними флангами армий «Лодзь» и «Краков» в польских штабах вскоре стали называть «ченстоховской брешью».
Однако генерал Шиллинг надеялся, что угрозу на его северном фланге сможет парировать армия «Прусы», и больше беспокоился о южном, полагая, что развитие немецкого наступления с юга в направлении на Краков создаёт угрозу катастрофы для всего польского фронта. Однако южнее Катовиц германская 5-я танковая дивизия, разбив польскую 6-ю дивизию, прорвалась к Освенциму, захватив польские склады горючего и снаряжения. В 14.30 2 сентября Шиллинг связался с Варшавой и доложил Рыдз-Смиглы, что «положение требует оставления Силезии и сосредоточения ближе к Кракову». Главком немедленно согласился, и приказал отводить одновременно оба крыла, чтобы «не позволить разорвать армию на части». Однако через полтора часа он передумал, и приказал «обождать с отходом ещё сутки». В 18 часов главком окончательно решил, что надо отходить. Шиллинг отдал приказ армии отступать к востоку и юго-востоку за линию рек Нида и Дунаец.
Быстрый отход польских сил не позволил немцам окружить армию «Краков» в Силезии, немецкой 14-й армии пришлось заняться фронтальным преследованием. 6 сентября 1939 года армии «Краков» и «Карпаты» были объединены в армию «Малопольша».